# Philadelphia International Championship
Il Philadelphia International Championship è una corsa in linea maschile di ciclismo su strada che si tiene annualmente a Filadelfia, negli Stati Uniti. Dal 2005 è inclusa nel calendario dell'UCI America Tour, prima come prova di classe 1.1 e poi, dal 2006, come prova 1.HC.

## Storia
La corsa nasce nel 1985 come CoreStates USPRO Championship, diventando per i vent'anni seguenti (fino all'edizione 2005 compresa) la gara valida per il campionato statunitense in linea, pur se aperta a ciclisti di ogni nazionalità. Nel corso degli anni la gara è stata anche chiamata First Union USPRO Championships, Wachovia USPRO Championship e, dal 2007 al 2008, Commerce Bank International Championship.

## Albo d'oro
Aggiornato all'edizione 2015.
| Anno | Vincitore              | Secondo              | Terzo                |
| ---- | ---------------------- | -------------------- | -------------------- |
| 1985 | Eric Heiden            | Jesper Worre         | Jens Veggerby        |
| 1986 | Thomas Prehn           | Jørgen Marcussen     | Doug Shapiro         |
| 1987 | Tom Schuler            | Cesare Cipollini     | Roy Knickman         |
| 1988 | Roberto Gaggioli       | Dag-Otto Lauritzen   | Ron Kiefel           |
| 1989 | Greg Oravetz           | Mike Engleman        | Alexis Grewal        |
| 1990 | Paolo Cimini           | Laurent Jalabert     | Kurt Stockton        |
| 1991 | Michel Zanoli          | Davis Phinney        | Phil Anderson        |
| 1992 | Bart Bowen             | Andrzej Mierzejewski | Roberto Pelliconi    |
| 1993 | Lance Armstrong        | Gianluca Pierobon    | Graeme Miller        |
| 1994 | Sean Yates             | Bruno Boscardin      | Brian Walton         |
| 1995 | Norman Alvis           | Maurizio Di Pasquale | Clark Sheehan        |
| 1996 | Eddy Gragus            | Roberto Gaggioli     | Fred Rodriguez       |
| 1997 | Massimiliano Lelli     | Scott McGrory        | Angelo Canzonieri    |
| 1998 | George Hincapie        | Massimiliano Mori    | Tomáš Konečný        |
| 1999 | Jakob Piil             | Brian Walton         | Harm Jansen          |
| 2000 | Henk Vogels            | Fred Rodriguez       | Nicolaj Bo Larsen    |
| 2001 | Fred Rodriguez         | Trent Klasna         | George Hincapie      |
| 2002 | Mark Walters           | Chann McRae          | Danny Pate           |
| 2003 | Stefano Zanini         | Uroš Murn            | Julian Dean          |
| 2004 | Francisco Ventoso      | Antonio Bucciero     | Gordon Fraser        |
| 2005 | Chris Wherry           | Danny Pate           | Chris Horner         |
| 2006 | Greg Henderson         | Iván Domínguez       | Oleg Griškin         |
| 2007 | Juan José Haedo        | Matthew Goss         | Bernhard Eisel       |
| 2008 | Matti Breschel         | Fred Rodriguez       | Bernhard Eisel       |
| 2009 | André Greipel          | Greg Henderson       | Harald Starzengruber |
| 2010 | Matthew Goss           | Peter Sagan          | Alexander Kristoff   |
| 2011 | Alex Rasmussen         | Peter Sagan          | Robert Förster       |
| 2012 | Aleksandr Serebrjakov  | Aldo Ino Ilešič      | Fred Rodriguez       |
| 2013 | Kiel Reijnen           | Jesse Anthony        | Joey Rosskopf        |
| 2014 | Kiel Reijnen           | Jure Kocjan          | Dion Smith           |
| 2015 | Carlos Barbero         | Michael Woods        | Toms Skujiņš         |
| 2016 | Eduard Prades Reverter | Travis McCabe        | Marco Canola         |